# Calolamia bicordifera
Calolamia bicordifera är en skalbaggsart som beskrevs av Friedrich F. Tippmann 1953. Calolamia bicordifera ingår i släktet Calolamia och familjen långhorningar. Inga underarter finns listade.